# 戸隠神社 (市原市)

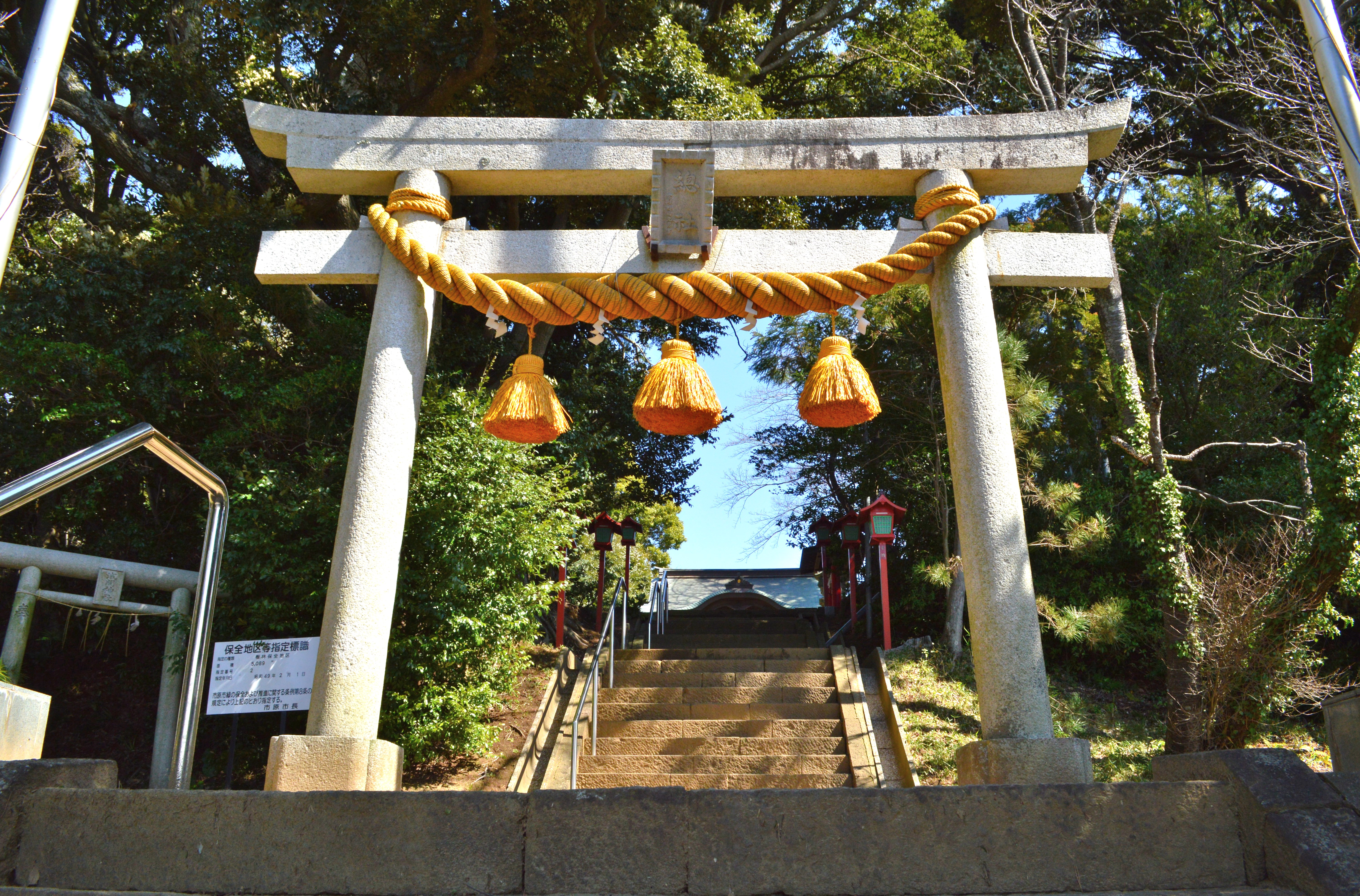
鳥居「總社」の額がかかる。

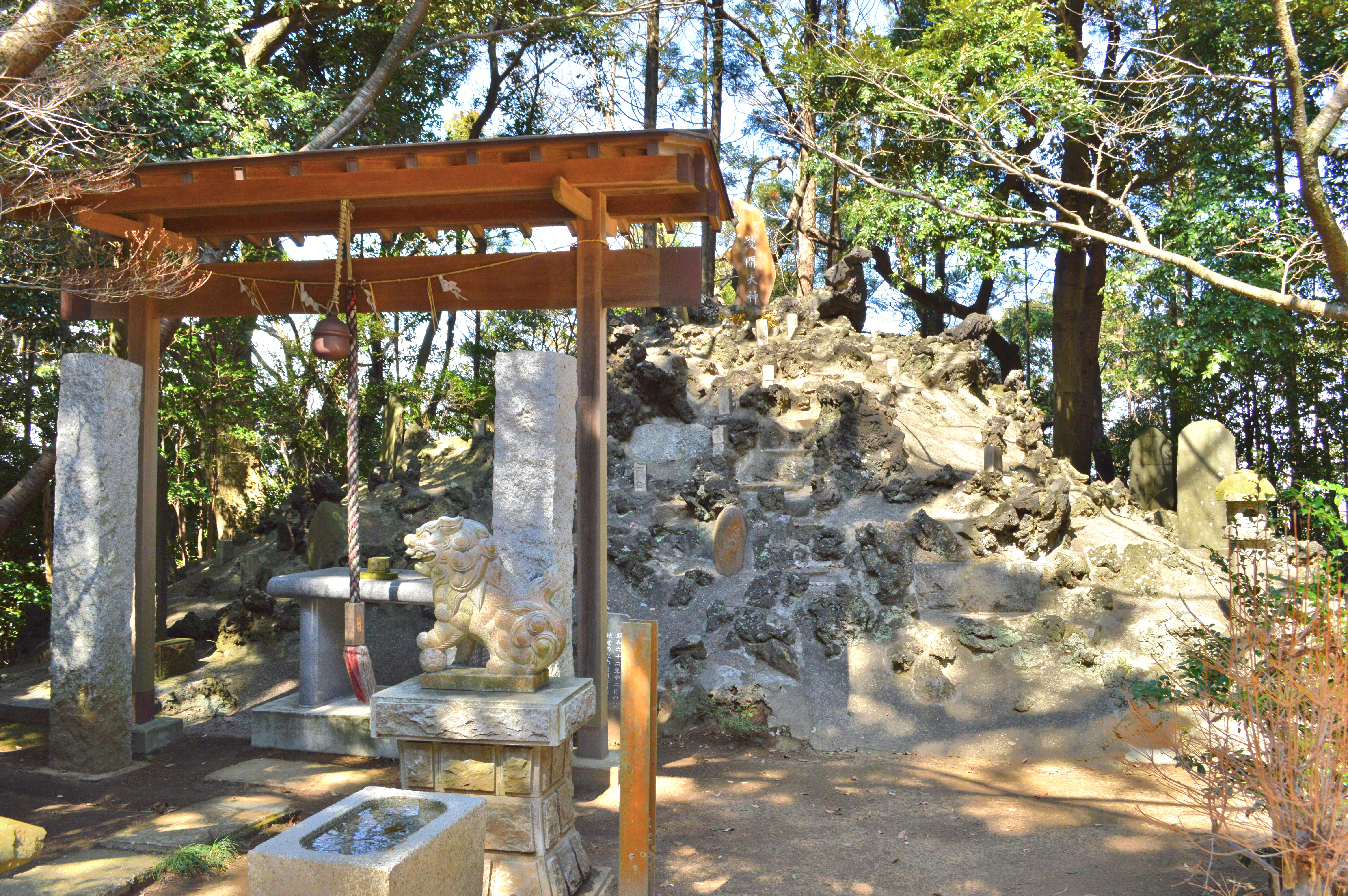
富士塚

戸隠神社（とがくしじんじゃ）は、千葉県市原市惣社にある神社。上総国総社推定地。旧社格は村社。

## 概要
古代、国司は各国内の全ての神社を一宮から順に巡拝していた。これを効率化するため、各国の国府近くに国内の神を合祀した総社を設け、まとめて祭祀を行うようになった。当社はその1つで上総国の総社にあたると推測されている。推測理由は周辺の地名が「惣社」であることによるが、上総国の総社の元々の鎮座地は、かつて集落があった十二所の近くであったとされる。
この戸隠神社は天平12年（740年）8月初酉の日の創建で、長野県にある戸隠神社の垂跡といわれる。付近には上総国分寺跡・国分尼寺跡が残っており、周辺が上総国の中心地であったことがうかがわれる。なお、上総国府跡が近くにあるとする説もあるが、見つかっていない。

## 祭神
祭神は次の3柱。
- 思兼命
- 天手力雄命
- 表春命

## 摂末社
境内に浅間神社（富士塚）、上総伏見稲荷、祓戸大神ほか数社。